# Мушница
Мушница је ријека понорница у Гатачком пољу. Настаје од потока Врба и Јасеновачког потока. Њене веће притоке су Грачаница и Гојковића поток. Понире на излазу из Гатачког поља код Срђевића. У зависности од водостаја, Мушница понире на различитим понорима.

## Понорница
Од мјеста понора, њене воде у вријеме високих водостаја подземним путем путују до Церничког и Фатничког поља. Око 75% вода са Фатничког поља путује око 5 до 23 дана до изворишта Требишњице, а остатак напаја Брегаву. У вријеме ниских водостаја, све њене воде одлазе до изворишта Требишњице.

## Притоке
Гојковића поток се у Мушницу улива код Срђевића.